# September 2017
Dit artikel geeft een chronologisch overzicht van de belangrijkste gebeurtenissen per dag van de maand september in het jaar 2017.

## Gebeurtenissen

### 1 september
- Het Keniaanse Hooggerechtshof verklaart de uitslag van de presidentsverkiezingen van 8 augustus, waarbij de zittende president Kenyatta met een meerderheid van 54% werd herkozen, ongeldig.[1]
- Kim Polling wordt bij de wereldkampioenschappen judo in Boedapest in de derde ronde uitgeschakeld. De Nederlandse verliest in de klasse tot 70 kilogram op ippon van de Colombiaanse Yuri Alvear.

### 2 september
- Een brand in een slaapverblijf van een kostschool voor meisjes in de Keniaanse hoofdstad Nairobi kost in de nacht van vrijdag op zaterdag aan zeven leerlingen het leven. Tien meisjes raken gewond.

### 3 september
- De volleyballers van Rusland winnen voor de tweede keer in de geschiedenis de Europese titel. In de finale is de ploeg van bondscoach Sergej Sjloeapnikov met 3-2 te sterk voor Duitsland. Sterspeler Maxim Michailov wordt na afloop van het toernooi uitgeroepen tot meest waardevolle speler.
- Bij de 32e editie van de wereldkampioenschappen judo, die worden gehouden in Boedapest, wint de elf judoka's sterke ploeg van Nederland geen enkele medaille.

### 6 september
- Irma, een orkaan van de 5e categorie, trekt recht over het eiland Sint Maarten. Vervolgens passeert de storm Puerto Rico, Hispaniola en Cuba en bereikt op 10 september de Amerikaanse staat Florida.

### 7 september
- De zuidkust van Mexico wordt omstreeks 23.45 uur plaatselijke tijd getroffen door een zeebeving met een kracht van 8,1 of 8,2 op de momentmagnitudeschaal.
- Judoka Esther Stam houdt de topsport voor gezien, zo maakt ze bekend. De voormalig Nederlands kampioene besloot in 2014 voor Georgië uit te komen vanwege de concurrentie van drievoudig Europees kampioene Kim Polling in haar gewichtsklasse (-70 kilogram).

### 15 september
- Bij een mislukte bomaanslag in het Londense metrostation Parsons Green vallen 29 lichtgewonden. IS eist de aanslag later op.

### 19 september
- Mexico wordt om 13.14 uur plaatselijke tijd getroffen door een aardbeving met een kracht van 7,1 op de momentmagnitudeschaal.

### 25 september
- De Iraakse Koerden stemmen tijdens een referendum met een meerderheid voor onafhankelijkheid van de Koerdische Autonome Regio.[2]

### 28 september
- Voor de kust van Bangladesh kapseist een boot vol voor het geweld in Myanmar gevluchte Rohingya. Zo'n 60 van hen verdrinken.[3]

### 29 september
- Op station Elphinstone in de Indiase hoofdstad Mumbai vallen zeker 22 doden en 39 gewonden doordat op een overvolle voetgangersbrug paniek uitbreekt.[4]

### 30 september
- De Franse competitiewedstrijd tussen Amiens SC en Lille OSC wordt na een kwartier spelen stilgelegd nadat een deel van de tribunes is ingestort. Het hek voor het uitvak in het Stade de la Licorne van Amiens bezwijkt als de supporters van Lille de openingstreffer van Fodé Ballo-Touré vieren. Tientallen fans vallen daardoor een stuk naar beneden.[5]

## Overleden
← · januari · februari · maart · april · mei · juni · juli · augustus · september · oktober · november · december ·  →